# Râul Gârbova, Trotuș
Râul Gârbova sau Râul Gârbovana este un curs de apă, afluent al râului Trotuș. 